# Лак, Гэри
Гэри Э. Лак (англ. Gary E. Luck; 5 августа 1937, Альма — 14 августа 2024, Найсвилл) — американский военный деятель, генерал армии США (1 июля 1993) в отставке. Бывший главнокомандующий ВС США в Южной Корее и командующий Совместным командованием специальных операций.

## Образование
Гэри Лак имел степень бакалавра в области инженерии Университета штата Канзас (1959 г.), степень магистра Университета штата Флорида и докторскую степень в области делового администрирования Университета Джорджа Вашингтона. В его военное образование входит учёба в различных военных училищах и курсах, включая курсы базовой и повышенной подготовки офицеров бронетанковых войск, Штабной колледж вооружённых сил в Норфолке и Военный колледж армии США.

## Военная карьера
Гэри Лак за время службы в Армии США занимал ряд командных и штабных должностей. В частности командовал ротой D 3-го батальона 69-го бронетанкового полка 25-й пехотной дивизии. Служил во Вьетнаме командиром отряда A-411 в составе 5-й группы специального назначения армии США и командиром роты С 3-го батальона 17-го аэромобильного разведывательного полка. Затем командовал 182-й ротой транспортно-десантных вертолётов в Форт-Брэгг, Северная Каролина.
В дальнейшем являлся военным помощником помощника Министра армии США по людским ресурсам и резервам, командиром 2-го батальона 17-го аэромобильного разведывательного полка и помощником начальника штаба по оперативным вопросам и планированию в составе 101-й воздушно-штурмовой дивизии.
Занимал должности начальника отдела по модернизации частей и соединений в Командовании сухопутных войск США в Европе, командира 2-й бригады и начальника штаба 8-й пехотной дивизии, директора по разработке программ развития сил и средств в Управлении заместителя начальника штаба Армии США по оперативным вопросам и планированию, а также помощника командира 101-й воздушно-штурмовой дивизии.
С августа 1985 по декабрь 1986 года командовал 2-й пехотной дивизией в Корее. Затем с января 1987 по декабрь 1989 года возглавлял Совместное командование специальных операций.
В декабре 1989 года стал первым командующим Командования специальных операций армии США. С июня 1990 по июнь 1993 года командовал XVIII воздушно-десантным корпусом; в этом качестве участвовал в Войне в Персидском заливе.
С июня 1993 по июль 1996 года Гэри Лак являлся главнокомандующим Командования объединённых американо-корейских вооружённых сил и одновременно Вооружённых сил США в Южной Корее.

## Деятельность после отставки
После ухода в отставку занимал различные руководящие должности в консультативных органах при Министерства обороны США. В 2003 году являлся советником генерала Томми Фрэнкса, командовавшего военной операцией США в Ираке. В начале 2005 года Гэри Лак был вновь направлен в Ирак с целью проинспектировать все области армейской деятельности в Ираке, и выявить её слабые места, а также предоставить руководству Пентагона свои соображения относительно необходимого количества войск в Ираке, программ обучения для иракских солдат и стратегии борьбы с повстанцами.
Умер 14 августа 2024 года в Найсвилле, Флорида, в возрасте 87 лет.

## Присвоение воинских званий
- Второй лейтенант — 25 мая 1960
- Первый лейтенант — 25 ноября 1961
- Капитан — 10 марта 1964
- Майор — 13 ноября 1967
- Подполковник — 13 мая 1974
- Полковник — 1 января 1979
- Бригадный генерал — 1 августа 1983
- Генерал-майор — 1 сентября 1986
- Генерал-лейтенант — 1 декабря 1989
- Генерал — 1 июля 1993

## Награды и знаки отличия
- Медаль Министерства обороны «За выдающуюся службу»
- Медаль «За выдающиеся заслуги» (Армия США) с бронзовым дубовым листом
- Орден «Легион Почёта» с бронзовым дубовым листом
- Крест лётных заслуг с тремя бронзовыми дубовыми листьями
- Бронзовая звезда с двумя бронзовыми дубовыми листьями
- Медаль "Пурпурное сердце
- Медаль похвальной службы
- Воздушная медаль с наградной цифрой 15 и литерой V за доблесть
- Похвальная медаль армии
- Медаль за службу национальной обороне
- Медаль «За службу во Вьетнаме» со звездой за службу
- Медаль за гуманитарную помощь
- Лента армейской службы
- Лента службы за границей
- Медаль почёта ВС Южного Вьетнама 2-го класса
- Медаль вьетнамской кампании
- Благодарность армейской воинской части от президента
- Награда воинской части за доблесть
- Похвальная благодарность армейской воинской части
- Крест храбрости президента Вьетнама
- Офицер Ордена Почётного легиона
- Орден короля Фейсала 2-го класса (ОАЭ)
- Орден «За заслуги в национальной безопасности» 3-го класса (Южная Корея)
- Знак боевого пехотинца
- Знак старшего специалиста армейской авиации
- Знак мастера-парашютиста
- Знак десантника воздушно-штурмовых частей
- Идентификационный нагрудный знак офицера Штаба армии США
- Нарукавная нашивка рейнджера
- Нарукавная нашивка Сил специальных операций армии США